# Furcula betulae
Furcula betulae är en fjärilsart som beskrevs av Lenz. 1924. Furcula betulae ingår i släktet Furcula och familjen tandspinnare. Inga underarter finns listade i Catalogue of Life.